# ۱۸ آبان
۱۸ آبان دویست و سی و چهارمین روز سال در گاه‌شماری خورشیدی است. به پایان سال ۱۳۱ روز (۱۳۲ روز در سال کبیسه) باقی‌است.

## رویدادها
- ۱۱۱۲ - نبرد آق‌دربند[نیازمند منبع]
- ۱۲۸۵ - رد دریافت وام دو و نیم میلیون تومانی دولت از خارج توسط مجلس شورای ملی با استدلال تضعیف حاکمیت ملی
- ۱۳۳۲ - صدور کیفرخواست اعدام برای چند افسران گارد محافظ محمد مصدق توسط مدعی‌العموم محکمه نظامی تهران
- ۱۳۶۰ - آغاز واقعه ۱۳۶۰ آمل
- ۱۳۸۸ - انتقاد میرحسین موسوی از حضور سپاه پاسداران انقلاب اسلامی در عرصه‌های اقتصادی و مبتلا به جذام خواندن نظام سیاسی کشور

## زادروزها
- ۱۳۰۰ - آلنوش طریان، ستاره‌شناس و فیزیک‌دان ایرانی ارمنی‌تبار بود که به «مادر نجوم» و «بانوی اختر فیزیک ایران» ملقب شده‌است.

## درگذشت‌ها
- ۱۳۸۸ - مهدی سحابی، نقاش، مجسمه‌ساز، نویسنده، عکاس و مترجم
- ۱۴۰۱ - بهروز صوراسرافیل، روزنامه‌نگاری سیاسی

## مناسبت‌ها
- ایران -روز ملی کیفیت.[۱]